# Seikan Tunnel Tappi Shakō Line
| Ansicht der Bergstation |                           |                                |                          |
| Streckenlänge: | 0,778 km                  |                                |                          |
| Spurweite: | 914 mm (engl. 3-Fuß-Spur) |                                |                          |
| Maximale Neigung: | 250 ‰                     |                                |                          |
| |                           |                                |                          |
| Gesellschaft: | Seikan-Tunnelmuseum       |                                |                          |
| \| \| 0,000 \| Seikan Tonneru Kinen-kan \| Seikan Tonneru Kinen-kan \| \| \| \| (青函トンネル記念館) \| \| \| \| \| Abzweig Wartungstunnel \| \| \| \| 0,778 \| Taikenkōdō (十国峠) \| Taikenkōdō (十国峠) \| \| \| \| Tappi-Kaitei \| \| \| \| \| ↔ Seikan-Tunnel (Kaikyō-Linie) \| \| |                           |                                |                          |
| Kopfbahnhof Streckenanfang (im Tunnel) | 0,000                     | Seikan Tonneru Kinen-kan       | Seikan Tonneru Kinen-kan |
| Strecke (im Tunnel) |                           | (青函トンネル記念館)           | (青函トンネル記念館)     |
| Abzweig geradeaus und nach rechts (im Tunnel) |                           | Abzweig Wartungstunnel         | Abzweig Wartungstunnel   |
| Kopfbahnhof Streckenende (im Tunnel) | 0,778                     | Taikenkōdō (十国峠)            | Taikenkōdō (十国峠)      |
| ehemaliger Haltepunkt / Haltestelle quer (im Tunnel) · Strecke quer (im Tunnel) |                           | Tappi-Kaitei                   | Tappi-Kaitei             |
| |                           | ↔ Seikan-Tunnel (Kaikyō-Linie) |                          |

Die Seikan Tunnel Tappi Shakō Line (青函トンネル竜飛斜坑線, Seikan Tonneru Tappi Shakō-sen) ist eine Standseilbahn in Japan. Sie befindet sich auf dem Gebiet der Gemeinde Sotogahama in der Präfektur Aomori und verbindet das Kap Tappi mit dem Seikan-Tunnel, dem zweitlängsten Eisenbahntunnel der Welt.

## Beschreibung
Auf einer Höhe von rund 50 Metern über Meer ist die Bergstation in eine Michi-no-eki-Raststätte integriert. In dieser gibt es ein Museum, das sich mit dem Bau des Seikan-Tunnels befasst. Besucher des Museums können im Rahmen einer Führung mit der Standseilbahn hinunter zur „Erlebnisgalerie“ fahren, die etwa 135 Meter unter dem Meeresspiegel neben dem Tunnel liegt und einen weiteren Teil der Ausstellung beherbergt. Bis 2013 gab es einen Zugang zum inzwischen stillgelegten unterirdischen Bahnhof Tappi-Kaitei, der das Umsteigen von und zu Zügen der Kaikyō-Linie ermöglichte. Der Bahnhof wird heute als Notausstieg verwendet, über den Fahrgäste des Hochgeschwindigkeitszuges Hokkaidō-Shinkansen bei Notfällen evakuiert werden können.
Für den Publikumsverkehr geöffnet ist die 778 m lange und eingleisige Standseilbahn jeweils von Mitte April bis Anfang November. Sie verkehrt alle 25 Minuten von 9 bis 17 Uhr, wobei eine Fahrt sieben bis acht Minuten dauert. Der von Hitachi gefertigte Wagen bietet Platz für 42 Personen. Während der Wintersaison wird die Standseilbahn für den Transport von Arbeitern und Baugeräten bei Wartungsarbeiten im Seikan-Tunnel verwendet. Zu diesem Zweck zweigt vor der unteren Station ein kurzes Gleis ab, wobei ein rund halb so großer Arbeitswagen eingesetzt wird.

## Geschichte
Die Standseilbahn wurde 1983 errichtet, um den Transport von Arbeitern und Material zur Baustelle des Seikan-Tunnels zu erleichtern. Nachdem das Tunnelmuseum am 11. März 1988 eröffnet worden war, folgte zwei Tage später die Inbetriebnahme des Tunnels. Ab 9. Juli 1988 war die Standseilbahn auch für die Öffentlichkeit freigegeben. Die Raststätte neben der Bergstation ist seit April 1999 in Betrieb. Der Bahnhof Tappi-Kaitei wurde am 11. November 2013 letztmals fahrplanmäßig bedient. Seither ist es nicht mehr möglich, zwischen Standseilbahn und Eisenbahn umzusteigen; die Räume neben dem Tunnel können aber weiterhin besichtigt werden.